# Charles Maigrot
Pour les articles homonymes, voir Maigrot.
 (avril 2018).
Charles Maigrot, né en 1652 à Paris en France et décédé le 28 février 1730 à Rome, est un prêtre des Missions étrangères de Paris, et évêque en Chine. Il est un personnage-clé dans la troisième phase de la querelle des rites chinois.

## Biographie

### Un docteur en Sorbonne pour les Missions
Après des études de théologie en Sorbonne à Paris, d'où il sort docteur, Charles Maigrot rejoint les Missions Etrangères de Paris [MEP]. Le 19 janvier 1681 , il est envoyé en Extrême-orient, et après un court séjour au Siam, il accompagne Mgr François Pallu MEP dans sa mission en Chine, en janvier 1684. Dès le début de sa mission, Maigrot est accusé de jansénisme, « par des hommes qui redoutaient la rigidité de ses opinions et la franchise de son langage ». Il fait alors appel à des docteurs de Sorbonne, qui lui envoient une attestation signée par treize d'entre eux le 14 octobre 1686 affirmant qu'« il s’est montré le défenseur des pures doctrines, l’adversaire très vif des hérésies et surtout du Jansénisme qu’il a combattu en particulier et en public ».

### Unvicaire apostoliquecontesté au Fujian

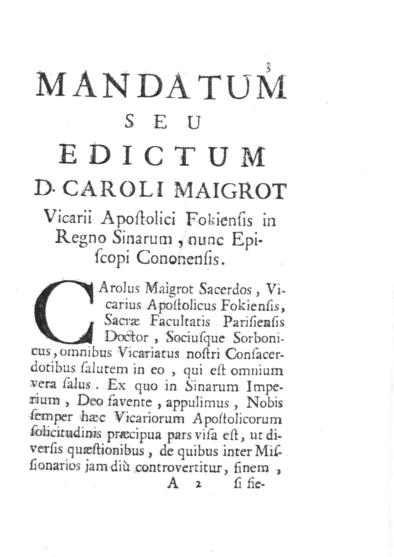
Le "mandement" de Monseigneur Maigrot, qui tranchait la question des rites chinois allait être attaqué et défendu avec acharnement pendant 50 ans, jusqu'au jour où les prohibitions qu'il contenait seraient définitivement portées et sanctionnées par Benoît XIV.

Gravement malade Pallu choisit Maigrot, avant sa mort, pour lui succéder comme vicaire apostolique pour la Chine, et l'ordonne évêque. Il est nommé pro-vicaire général et vice-administrateur des missions de Chine. À la mort de Pallu, un religieux dominicain assiste seul avec Maigrot aux funérailles du premier des évêques des Missions-Étrangères. En 1687, le Saint-Siège confirme son autorité apostolique sur le Fujian, et en 1696 , il est nommé évêque titulaire.
Il mène à bien quelques projets apostoliques et baptise de nombreux chinois. Il n'échappe pas cependant aux remontrances de son confrère Louis Laneau, qui l'exhorte à ne pas se mêler aux controverses théologiques, et souvent politiques, qui détournent l'attention du véritable travail missionnaire.
L'épiscopat de Monseigneur Maigrot est marqué par l'importance que prend son Mandat du 26 mars 1693, qui sera au cœur de la troisième phase de la querelle des rites chinois. En sept points, Maigrot interdit aux missionnaires catholiques et aux catholiques chinois dans les provinces de Fujian d'utiliser les noms chinois traditionnels de Tien ("Ciel") ou Shangdi ("dirigeant Suprême") pour désigner le Dieu des chrétiens qui entraîne selon lui une confusion syncrétique. Il recommande en revanche le mot plus juste Tienzhu ("Le Seigneur"). En outre, il interdit aux chrétiens de participer aux cérémonies de vénération des ancêtres et au culte de Confucius, s’attaquant ainsi directement à un élément important de la culture chinoise.

### L'humiliation de Kangxi et le retour à Rome
En 1697, Mgr Maigrot envoie son mandat à Rome afin de le soumettre au Saint-Office. Rome lui répond par le décret Cum Deus optimus du 20 novembre 1704 qui élargit son mandat apostolique à l'ensemble de la Chine. Ce décret, auquel résistent les Jésuites présents à la cour de Pékin et mieux au fait des coutumes socio-culturelles du pays, est mis en œuvre en Chine par le légat du pape, Charles-Thomas Maillard de Tournon. L'empereur chinois, Kangxi, à la demande des Jésuites, accorde une audience à Mgr Maigrot le 17 décembre 1706, pour lui exprimer sa désapprobation du décret papal. 

### Intérêt pour la Chine
Maigrot se rend alors à Rome en 1709, où il passe le reste de sa vie. Son séjour romain est consacré à des recherches sur la religion et philosophie chinoise. Son magnum opus "De Synica Religione Dissertationes quatuor" n'a jamais été publié, à la suite de l'interdiction papale que les missionnaires avaient reçue concernant les rites chinois. Son silence laissera l'impression d'un missionnaire qui aurait voulu imposer la culture de l'Occident et s'est désintéressé de la culture chinoise. 

## Postérité

### La reconnaissance des papes
Plusieurs historiens, comme Arnold J. Toynbee,[Lesquels ?] ont critiqué Maigrot, en raison de sa position sur les rites chinois; d'autres[Lesquels ?] ont repris ces points de vue, sans avoir étudié le fondement sur lequel elles reposaient. Charles Maigrot, malgré le discrédit dont il a souffert, et une fin de vie discrète à Rome, s'est trouvé revendiqué à son insu dans le jugement que les papes Clément XI, Clément XII et Benoît XIV ont porté sur les rites chinois, condamnés par eux, comme lui-même l'avait fait, dans la mesure où ils pouvaient ouvrir la porte à une forme de polythéisme.

### La diatribe de Voltaire
La mauvaise réputation de Monseigneur Charles Maigrot se répand surtout à la suite de la diatribe qu'en fait Voltaire. La caricature reprend le passage malheureux de Maigrot devant l'empereur Kangxi, faisant du docteur en Sorbonne, un illettré en chinois, en dépit de son étude de la culture et de la langue.

« Des missionnaires d’Europe disputent entre eux violemment sur la signification de ce mot. La cour de Rome envoie un Français nommé Maigrot, qu’elle fait évêque imaginaire d’une province de la Chine, pour juger de ce différend. Ce Maigrot ne sait pas un mot de chinois ; l’empereur daigne lui faire dire ce qu’il entend par King-Tien ; Maigrot ne veut pas l’en croire, et fait condamner à Rome l’empereur de la Chine. »

— Voltaire, Dictionnaire philosophique (1764)

## Travaux
- Lettre... à Maigrot ils Metellopolis..., 1685.
- Mandatum seu Edictum..., 26. mars 1693, in: Apologie des Dominicains..., 1699, 451-459, Historia cultus Sinensium..., 1700, 332-338, De Ritibus Sinensium..., 1700, 23, Acta Causae Rituum..., 1704, 3-8, u.un.un. O. (s). Droit/Dindinger, Bibliotheca missionum, vol.VII, N ° 2686).
- Epistola..., 10.11. 1693, in: Apologie..., 1699, 459-468, Historia cultus Sinensium..., 1700, 402-408, Raccolta di varie principali scritture..., 1700, 3-7, Platel, les Mémoires Historiques...NOUS, 1766, 88-90.
- Reverendissimi D. Caroli Maigrot de mémoires....  10.11. 1693, in: Historia cultus Sinensium..., 339-401.
- Copie d'une lettre... 11.1. 1699, 1700, 1701, le changement. 1700;
- Mémoire de Maigrot l'évesque le Conon... 28.10. 1700, in: Anecdotes sur l'ans'de la Réligion VII, 1742, 2.
- Lettre, 26.11. 1700, ibid. 1.
- Lettre, 1.1. 1700, in: Mémoires historiques sur les constitutions, MDPE, p.un., 137-139. *Observationes...dans librum, quem RR. Patres Societatis Jesu Pekini circa praesentes ils cultibus Sinicis controversias typis ediderunt, 1704'
- Protestatio..., 27.7. 1706, in: Platel, Mémoires Historiques, NOUS, 1766, 172-188.
- Lettera... un Gallovay, 4.5. 1708, in: Memorie storiche VII, 1761, 47-48.
- Des Anecdotes sur l'ans'de la Réligion... III, 164.
- Dichiarazione, 5.10. 1709, in: Memorie storiche II, 1761, 197-203
- La déclaration..., 18.10. 1709, in: Mémoires pour Rome IV, 1710, 31-33, Apologie delle Risposte, 1710, 222;
- Secunda Declaratio... 1710, ibid. 223-224
- Tertia Declaratio... 1710, ibid. 225-229
- Lettre de 19,9. 1711, in: Anecdotes sur l'ans'de la Religion, III, 272;
- L'Examen des faussetez sur les cultes chinois... avancées par le Père Joseph Jouvenci, Jésuite..., 1714 (soi-disant par dominikaneren Minorelli, mais dans la réalité de la Maigrot)
- Lettre de 27.5. 1726, in: François Bontinck, La lutte autour de la liturgie chinoise aux XVIle et XVIIIe siècles, 1962, 522 f.